# 舒格克里克鎮區 (阿肯色州洛根縣)
舒格克里克鎮區（英語：Sugar Creek Township）是位於美國阿肯色州洛根縣的一個行政鎮區。

## 地方資料
舒格克里克鎮區的面積為107.11平方千米，當中陸地面積為106.68平方千米，而水域面積為0.43平方千米。根據2010年美國人口普查的數據，當地共有人口570人，而人口密度為每平方千米5.32人。